# Alliansen för patriotisk omorientering och uppbyggnad
Alliansen för patriotisk omorientering och uppbyggnad, Alliance for Patriotic Reorientation and Construction (APRC) är ett politiskt parti i Gambia. Partiet bildades 1996 av den militärjunta som två år tidigare tagit makten i en statskupp
Partiet var helt dominerande i gambiansk politik under Yahya Jammehs tid vid makten och var under långa perioder landets de facto enda tillåtna parti under denna tid. Oppositionella utsattes ofta för hot och trakasserier.
I parlamentsvalet 2007 vann APRC 42 av 48 mandat i nationalförsamlingen.

Valet i mars 2012 bojkottas av sex av Gambias oppositionspartier.

I valet 2016 förlorade partiet regeringsmakten.